# Typhlodromus dossei
Typhlodromus dossei är en spindeldjursart som beskrevs av Schicha 1978. Typhlodromus dossei ingår i släktet Typhlodromus och familjen Phytoseiidae. Inga underarter finns listade i Catalogue of Life.